# آلجيس يانكاوسكاس
آلجيس يانكاوسكاس (27 سبتمبر 1982 بفيلنيوس في ليتوانيا - ) هو لاعب كرة قدم ليتواني في مركز الدفاع. شارك مع منتخب ليتوانيا لكرة القدم. أما مع النوادي، فقد لعب مع أمكار بيرم ونادي جالغيريس ونادي سودوفا ماريامبوله وKS Polonia Vilnius ‏ وFK Vėtra ‏.

## وصلات خارجية
- آلجيس يانكاوسكاس على موقع الاتحاد الأوربي (الإنجليزية)
- آلجيس يانكاوسكاس على موقع قاعدة بيانات كرة القدم.إي يو (الإنجليزية)
- آلجيس يانكاوسكاس على موقع ناشيونال فوتبول تيمز (الإنجليزية)
- آلجيس يانكاوسكاس على موقع Soccerway.com (الإنجليزية)